# 林肯鎮區 (阿肯色州華盛頓縣)
林肯鎮區（英語：Lincoln Township）是位於美國阿肯色州華盛頓縣的一個行政鎮區。

## 地方資料
林肯鎮區的面積為7.17平方千米，當中陸地面積為7.10平方千米，而水域面積為0.07平方千米。根據2010年美國人口普查的數據，當地共有人口2249人，而人口密度為每平方千米313.67人。